# PFL 6 (säsong 2019)
PFL 6, den sjätte MMA-galan i 2019 års säsong av Professional Fighters League gick av stapeln 8 augusti 2019 på Ocean Resort Casino i Atlantic City, NJ. Det var den sista omgången i säsongen innan slutspelet börjar. Den innehöll matcher i viktklasserna tungvikt och lätt tungvikt.

## Invägning
En planerad match i lätt tungvikt mellan Dan Spohn och Ronny Markes ströks efter att Markes vägt in på 94,62 kg (208,6 lb). 1,18 kg (2,6 lb) över gränsen för viktklassen. Det innebar att Spohn vann med 3 poäng på WO.

## Ligan efter evenemanget
Poängsystemet är baserat på vinstpoäng med avslutsbonusar. Tre poäng går till vinnaren och noll poäng till förloraren i det vanliga vinstpoängsystemet. Blir matchen oavgjord får båda atleterna en poäng vardera. Avslutsbonusarna är tre bonuspoäng för avslut i första ronden. Två poäng för avslut i andra ronden, och en poäng för avslut i tredje ronden. Exempelvis får en atlet som vinner i första ronden totalt sex poäng. Missar en atlet vikten förlorar denne och motståndaren vinner tre poäng via WO.

### Lätt tungvikt
| Atlet                | Vinster | Oavgjorda | Förlorade | 1 | 2 | 3 | Total Poäng |
| -------------------- | ------- | --------- | --------- | - | - | - | ----------- |
| ♛ Emiliano Sordi     | 2       | 0         | 0         | 1 | 1 | 0 | 11          |
| ♛ Maxim Grishin      | 2       | 0         | 0         | 1 | 0 | 0 | 9           |
| ♛ Vinny Magalhães    | 1       | 0         | 1         | 1 | 0 | 0 | 6           |
| ♛ Bazigit Atajev     | 1       | 0         | 1         | 1 | 0 | 0 | 6           |
| ♛ Viktor Nemkov      | 2       | 0         | 0         | 0 | 0 | 0 | 3           |
| ♛ Rashid Yusupov     | 1       | 0         | 1         | 0 | 0 | 0 | 3           |
| ♛ Jordan Johnson     | 1       | 0         | 1         | 0 | 0 | 0 | 3           |
| ♛ Sigi Pesaleli      | 1       | 0         | 1         | 0 | 0 | 0 | 3           |
| U Dan Spohn          | 1       | 0         | 1         | 0 | 0 | 0 | 3           |
| U Rakim Cleveland    | 0       | 0         | 2         | 0 | 0 | 0 | 0           |
| U Mikhail Mokhnatkin | 0       | 0         | 2         | 0 | 0 | 0 | 0           |
| U Ronny Markes       | 0       | 0         | 2         | 0 | 0 | 0 | 0           |

### Tungvikt
| Atlet               | Vinster | Oavgjorda | Förlorade | 1 | 2 | 3 | Total Poäng |
| ------------------- | ------- | --------- | --------- | - | - | - | ----------- |
| ♛ Denis Goltsov     | 2       | 0         | 0         | 1 | 1 | 0 | 11          |
| ♛ Muhammed Dereese  | 1       | 0         | 1         | 1 | 0 | 0 | 6           |
| ♛ Alex Nicholson    | 1       | 0         | 1         | 1 | 0 | 0 | 6           |
| ♛ Kelvin Tiller     | 1       | 0         | 1         | 1 | 0 | 0 | 6           |
| ♛ Ali Isayev        | 2       | 0         | 0         | 0 | 0 | 0 | 6           |
| ♛ Francimar Barroso | 2       | 0         | 0         | 0 | 0 | 0 | 6           |
| ♛ Jared Rosholt     | 1       | 0         | 1         | 0 | 0 | 0 | 3           |
| ♛ Satoshi Ishii     | 1       | 0         | 1         | 0 | 0 | 0 | 3           |
| U Ante Delija       | 1       | 0         | 0         | 0 | 0 | 0 | 3           |
| U Carl Seumanutafa  | 0       | 0         | 2         | 0 | 0 | 0 | 0           |
| U Zeke Tuinei-Wily  | 0       | 0         | 2         | 0 | 0 | 0 | 0           |
| U Valdrin Istrefi   | 0       | 0         | 2         | 0 | 0 | 0 | 0           |
| U Ben Edwards       | 0       | 0         | 1         | 0 | 0 | 0 | 0           |

♛ = Gick vidare ---
U = Utslagen